# Дикове
49°18′22″ пн. ш. 33°21′31″ сх. д. / 49.30611° пн. ш. 33.35861° сх. д.
Ди́кове — колишнє село в Україні, Глобинському районі Полтавської області. Підпорядковувалось Пустовійтівській сільській раді.
Займало площу 0,02 км², було розташоване на висоті 97 м над рівнем моря.
З 2001 року не мало жодного жителя. Зняте з обліку рішенням Полтавської обласної ради від 28 серпня 2009 року.